# Corinna parva
Corinna parva is een spinnensoort uit de familie van de loopspinnen (Corinnidae).
De wetenschappelijke naam van de soort werd in 1891 als Hypsinotus parvus gepubliceerd door Eugen von Keyserling.